# Fernando Scavasin
Fernando Augusto Dia Scavasin (San Paolo, 24 novembre 1984) è uno schermidore brasiliano.

## Palmarès
In carriera ha conseguito i seguenti risultati:
- Giochi Panamericani:

Guadalajara 2011: bronzo nel fioretto a squadre.
Toronto 2015: argento nel fioretto a squadre.